# Alex Cruz
Alex José da Cruz mais conhecido como Alex Cruz, nasceu em (Fátima do Sul, 11 de janeiro de 1985) é um ex- futebolista brasileiro que atuava como meia-atacante. 

## Carreira
Campeão Sul-Mato-Grossense pelo jovem Ivinhema, conseguiu não só o primeiro caneco para o seu então clube, como também, uma preciosa classificação para a Copa do Brasil de 2009.
Vitrine de bons jogadores que atuam por clubes modestos, a Copa do Brasil cruzou Flamengo e Ivinhema logo na primeira fase do certame no ano de 2009, apesar da vitória do Mais Querido do Brasil por cinco tentos a zero, o meia Alex Cruz se destacou e chamou atenção do então treinador flamenguista Cuca.
Até certo ponto inimaginável, o Flamengo surpreendeu e anunciou a contratação de Alex através do seu departamento de futebol, de forma que, os salários do atleta seriam pagos por dois associados e,  ao fim de seu compromisso, caso o Flamengo optasse por continuar com o jogador, 100% de seus direitos econômicos ficariam com o clube da Gávea, a decisão de permanecer com o atleta, entretanto, seria do então técnico Cuca, que havia indicado o jogador.
Estreou no dia 16 de maio contra o Avaí pelo Campeonato Brasileiro 2009. Entrou em campo a fim de substituir o atacante Josiel, mas não rendeu o esperado, as mesmas expectativas também não se cumpriram nos treinos realizados na Gávea, e assim, ao fim do seu curto contrato, Alex Cruz foi dispensado do Flamengo.
Uma nobre atitude, porém, reintegrou Alex Cruz ao elenco. Foi quando Bruno (líder do grupo), Ibson, Emerson, Adriano, Petković e Léo Moura anunciaram o interesse em se unirem a fim de pagar os vencimentos do atleta. Na ocasião, os jogadores chegaram ao consenso de que Alex era sim, um bom futebolista, entretanto, estaria inibido, o que vinha prejudicando o seu trabalho.
Em dezembro de 2009, a diretoria do Flamengo anunciou que seu contrato não seria renovado. Em 12 de fevereiro de 2010, foi contratado pelo Guarani. Recentemente jogou pelo Corumbaense em um amistoso contra o Botafogo. No final de 2010, para a temporada 2011, foi anunciado como novo reforço da Ferroviária para a disputa do Campeonato Paulista da Série A2, mas em fevereiro sofreu uma grave lesão no joelho, ficando por seis meses afastado dos gramados. No inicio de 2012 foi repatriado pelo Ivinhema para a disputa do estadual sul-mato-grossense, mas sua permanência não duraria muito tempo. acertando sua transferência em abril para Cascavel, do Oeste do Paraná, para a disputa da Divisão de Acesso do Campeonato Paranaense; sua transferência duraria apenas dois meses, por desentendimentos com o técnico Elói Kruger pediu desligamento do elenco em junho de 2012.  No inicio de 2013 já estava novamente fazendo seus gols pelo Ivinhema, mas no final do primeiro semestre de 2013 transferiu-se para defender o Concórdia.

## Títulos
Ivinhema
- Campeonato Sul-Mato-Grossense: 2008

Flamengo
- Campeonato Brasileiro: 2009

## Família
Apesar de ser fatimassulense, Alex Cruz é filho de Francisco José da Cruz vereador da cidade de Vicentina-MS,  cidades conurbadas. Seu pai conhecido como "Chiquinho da Ambulância" foi eleito vereador em 2004, reeleito em 2008 e 2012, indo para o seu terceiro mandato consecutivo. Alex Cruz possui um filho nascido em dezembro de 2011 em Vicentina-MS.